# Juta
A juta (Corchorus capsularis) é uma erva lenhosa e fibra têxtil vegetal da família Tilioideae, e alcança uma altura aproximada de três metros tendo um talo de grossura de aproximadamente 20 mm, crescendo em climas tropicais úmidos, onde o semeio é de acordo com as condições da natureza.
A extração é feita com a maceração das fibras. Possuindo um diâmetro de 0,01 à 0,03 mm.

## Características
O comprimento das células elementares da juta é em média de 0,80 mm, e o diâmetro varia de 0,01 a 0,03 mm.
Analisadas as fibras da juta tem-se:  celulose (64,10%), substâncias incrustantes (24,06%), água (9,72%), extrato aquoso (1,06%), cinzas (0,70%), gorduras cerosas (0,36%). Dada a proporção centesimal das substâncias orgânicas da juta tem-se: oxigênio (47,60%), carbono (46,30%) e Hidrogênio (6,10%)
O principal componente da juta é a celulose, sob a forma de linho-celulose. E tem boa afinidade para corantes diretos e para corantes básicos. É muito higroscópica, regulando a umidade em 12%, o que a torna a matéria prima ideal para a sacaria, evitando tanto o ressecamento quanto a fermentação do produto acondicionado. Geralmente é fiada em fios grossos ou de tamanho médio e, com eles, são tecidos sacos, embalagens, correias e cordéis. Utiliza-se também em tapetes e tecidos para carpetes e linóleo.

## Cultivo
A juta floresce aproximada em cinco meses após o plantio das sementes, inteiramente regada até surgir os primeiros brotos, depois de semeadas e inicia-se imediatamente a colheita. 
A fibra útil está entre a casca e o talo interno, a extração é feita pelo processo da maceração das fibras, então as folhas são limpas e postas em feixe dentro da água.
A alta temperatura das regiões nas quais é cultivada favorece a fermentação e desta forma consegue-se a maceração em 8 a dez dias, permitindo assim a fácil retirada da casca da planta e separação da fibra da parte lenhosa do talo. Enxagua-se e empacota-se.
As melhores qualidades de juta distinguem-se pela robustez das fibras e pela cor branca e brilhante do talo; as qualidades inferiores distinguem-se pela cor dos talos, que são mais escuros, pelo menor comprimento das fibras, de cor mais acinzentada, ao par de terem menor resistência.

## Artesanato
Até a década de 1930 o Brasil dependia exclusivamente da juta importada da Índia. Esta foi introduzida no Brasil por Ryota Oyama, a cultura/cultivo foi feita inicialmente por imigrantes japoneses, que criaram a variedade denominada “Oyama”, difundida e plantada na Região Norte do Brasil, chegou a representar grande parte da economia local.
O uso da juta é uma das principais atividades econômicas dos ribeirinhos da região amazônida, um dos fatores que fazem muitas famílias residirem na área de campo. O plantio no Brasil é realizado às margens dos rios Solimões e Amazonas, principalmente no início do período da vazante.
No Brasil q juta faz parte da cadeia de fibras naturais, presente na Câmara Setorial de Fibras Naturais do Ministério da Agricultura, fazendo parte dos insumos da Associação Brasileira da Indústria e Associação dos Produtores da Bambu e Fibras Naturais (Abrafibras).
O artesanato de juta tem mais vantagens em relação ao sisal, como por exemplo o tapete feito com o fio de juta possui uma maior maciez que o tapete feito com fio de sisa (maciez do linho-celulose) e comercialização com preço mais acessível.